# Stadio Libero Liberati
Das Stadio Libero Liberati ist ein Fußballstadion mit Leichtathletikanlage in der italienischen Stadt Terni in der gleichnamigen Provinz der Region Umbrien. Es ist die Heimspielstätte des Fußballvereins Ternana Calcio. Die Anlage trägt den Namen von Libero Liberati. Der in Terni geborene Liberati war Motorradrennfahrer und wurde u. a. 1957 Weltmeister in der 500-cm³-Klasse. Am 5. März 1962 kam Libero Liberati im Alter von 35 Jahren auf dem Weg zu einem Rennen bei einem Verkehrsunfall ums Leben.

## Geschichte
Das Stadio Libero Liberati ist die dritte Spielstätte in der Vereinsgeschichte von Ternana Calcio. Zunächst trat man im Foro Boario von Terni an. Das Stadio di Viale Brin wurde 1924/25 gebaut und blieb bis in die 1990er Jahre erhalten; bis es für einen Parkplatz abgerissen wurde. Im Auftrag der Stadt entwarf der Architekt Leopoldo Barruchello 1961 das Stadion. Im Jahr darauf entschied die Stadt die Anlage im Gebiet San Martino auf zehn Hektar am Rande der Stadt zu errichten. Bis zur Fertigstellung dauerte es aber noch bis zum Jahr 1969. Eingeweiht wurde es mit dem Spiel zwischen Ternana Calcio und der brasilianische Club Palmeiras São Paulo; das mit einem 0:0-Unentschieden endete.
Das schüsselartige Stadion mit einer Aschenbahn um dem Spielfeld ist sehr weitläufig und die Zuschauer auf den doppelstöckigen Tribünen weit vom Spielgeschehen entfernt. Die umlaufenden Tribünenränge werden nur hinter den Toren unterbrochen. Die Lücke in der Nordkurve wurde 1974 mit einem Tribünenbau geschlossen. Eine Überdachung besitzt das Libero Liberati nicht. Die beiden Oberränge sind auf massiven Betonpfeilern errichtet. Auf dem Oberrang der Haupttribüne wurde die Pressetribüne mit den Kabinen für die Radio- und Fernsehkommentatoren aufgesetzt. Vor kurzem wurde das Stadion renoviert und den Vorschriften der Serie A sowie der Serie B angepasst worden. Zwischenzeitlich fasste das Stadion fast 40.000 Besucher; heute bietet es noch 14.398 Sitzplätze für die Fußballfans.

### Neubaupläne
Im Juli 2022 genehmigte der Stadtrat von Terni den Bau eines neuen Fußballstadions als Ersatz für das Stadio Libero Liberati. Die neue Spielstätte soll 18.037 überdachte Sitzplätze bieten. Das jetzige Stadion verfügt über 15.000 Plätze, von denen nur 5300 überdacht sind. Die im Februar 2022 von Ternana Calcio präsentierten Pläne beinhalten auch den Bau einer modernen Klinik mit 203 Betten. Die Kosten sollen sich auf rund 62,2 Mio. Euro belaufen. Nach Auskunft von Projektleiter Sergio Anibaldi könnte könnten die Verträge für den Bau im September 2022 unterzeichnet werden, könnten die Bauarbeiten im Februar 2023 beginnen. Der Verein hofft die neue Heimat 2025, zum 100. Vereinsjubiläum, eröffnen zu können.

## Länderspiele
Bisher zwei Mal trug die italienische Fußballnationalmannschaft der Männer ein Länderspiel im Stadion von Terni aus.
- 13. Feb. 1991, Freundschaftsspiel:  Italien –  Belgien 0:0
- 24. Jan. 1996, Freundschaftsspiel:  Italien –  Wales 3:0 (1:0)